# Charles Marsham (4e comte de Romney)
Charles Marsham, 4e comte de Romney (7 mars 1841 - 21 août 1905), titré vicomte Marsham de 1845 à 1874, est un homme politique conservateur britannique. 

## Biographie
Il est le fils de Charles Marsham (3e comte de Romney) et de son épouse Margaret Harriet Montagu-Scott, fille de Charles Montagu-Scott, 4e duc de Buccleuch, et succède à son père dans le comté en 1874. Il est Lord-in-waiting (whip du gouvernement à la Chambre des lords) de 1889 à 1892 dans l'administration conservatrice de Lord Salisbury. 
Ses ancêtres venaient de la paroisse de Marsham, Norfolk, au XIIe siècle. 

## Mariage et enfants
Il épouse Frances Augusta Constance Muir Rawdon-Hastings (née le 16 mars 1844, décédée le 1er septembre 1910), fille de George Rawdon-Hastings (2e marquis d'Hastings) et Barbara Yelverton, 20e baronne Gray de Ruthyn, le 30 juillet 1863. Ils ont cinq enfants  : 
- Charles Marsham, 5e comte de Romney (né le 25 octobre 1864, décédé le 13 mars 1933), père de Charles Marsham, 6e comte de Romney.
- Reginald Hastings Marsham, (né le 19 décembre 1865, décédé le 8 novembre 1922), père de Michael Marsham, 7e comte de Romney[5]
- Florence Mary Constance Marsham (née le 9 février 1868, décédée le 4 octobre 1954), épouse George Ralph Leigh Hare, 3e baronnet[6].
- Douglas Henry Marsham (né le 13 novembre 1871, tué au combat au siège de Mafeking le 31 octobre 1899). Célibataire. Il y a une plaque commémorative dans l'église St Nicholas, Gayton, Norfolk[7] .
- Sydney Edward Marsham (né le 29 décembre 1879, décédé le 6 janvier 1952), grand-père de Julian Marsham, 8e comte de Romney

Le comte de Romney est décédé en août 1905, à l'âge de 64 ans, et est remplacé dans le comté par son fils aîné Charles. La comtesse de Romney est décédée en septembre 1910, à l'âge de 66 ans.